# Adrienne Ranc-Sakakini
Pour les articles homonymes, voir Ranc.
Adrienne Sakakini, née Adrienne Ranc le 4 mai 1916 à Marseille et morte le 22 juin 2014 à Annot (Alpes-de-Haute-Provence), joue un rôle actif dans la résistance française à Marseille dès 1940,.

## Biographie
Lorsque la Seconde Guerre mondiale débute, Adrienne Ranc travaille dans le service comptable d'une société de transports internationaux[réf. nécessaire]. Elle a accès aux informations concernant les exportations de matières premières en transit vers l'Allemagne nazie.
Dès août 1940, elle entre dans l'un des premiers réseaux de résistance, le Réseau F2 créé en juillet 1940 par le gouvernement polonais en exil à Londres. Elle fait partie du « secteur Marine » à Marseille, chargé de la surveillance des bateaux ennemis, des arsenaux, des chantiers maritimes et des diplomates.
Pendant des mois, elle fait parvenir des informations codées à la France Libre. Dénoncée en 1942, elle est incarcérée à Marseille au fort Saint-Nicolas où elle est interrogée et torturée, puis à la prison des Présentines dans le quartier de la Porte d'Aix, sur l'emplacement de laquelle est construit l'Hôtel de Région. Elle est ensuite transférée à la prison de Saint-Joseph à Lyon. 
Libérée en 1943, elle revient à Marseille où elle rejoint le maquis et participe aux combats pour la libération de la ville en août 1944. Dans ce contexte, elle rencontre Fernand Sakakini (1917-1991), son futur mari. Ils auront quatre enfants : Josette, Francine, Évelyne, Raoul (né à Marseille le 10 octobre 1952).
Elle rejoint le Rassemblement du peuple français (RPF) lors de sa création par Charles de Gaulle en 1947 et devient membre de son comité d’organisation dans les Bouches-du-Rhône.
Adrienne Ranc-Sakakini meurt le 22 juin 2014 à Annot, dans les Alpes-de-Haute-Provence, victime d'un accident de la route. Elle est enterrée au Cimetière Saint-Pierre de Marseille. 

## Hommage
L'avenue Adrienne-Ranc-Sakakini, tronçon de la voie de liaison inter-quartiers « U430 », dans le 10e arrondissement de Marseille, est inaugurée le 17 avril 2017 en présence d'élus venus lui rendre hommage, de sa fille Josette et de ses arrière-petits fils.[réf. nécessaire]

## Distinctions
Adrienne Sakakini est récipiendaire des décorations suivantes :
- Officier de la Légion d'honneur (12 avril 2009)[10]
- Croix de guerre 1939–1945
- Croix du combattant volontaire de la guerre de 1939–1945
- Croix du combattant volontaire de la Résistance
- Croix du combattant
- Médaille de l'internement pour faits de Résistance

- Médaille commémorative française de la guerre 1939–1945
- Croix du Mérite polonais
- Croix du Combattant Européen
- Médaille du grand prix humanitaire de France (médaille associative à caractère philanthropique)